# Procleomenes morio
Procleomenes morio là một loài bọ cánh cứng trong họ Cerambycidae.